# مبادرة المراقبة
مبادرة المراقبة هي مبادرة تتولى إدارة الغذاء والدواء الأمريكية (FDA) قيادتها والتي أُطلقت استجابةً لتكليف من الكونغرس بموجب قانون تعديل إدارة الغذاء والدواء الصادر عام 2007. وتهدف هذه المبادرة إلى ابتكار طرق حديثة لتقييم مدى سلامة المنتجات الطبية المعتمدة، مثل الأدوية واللقاحات والأجهزة الطبية.   
تتكون المبادرة من عدة أجزاء: نظام المراقبة ،  ونظام مراقبة سلامة التطعيم السريع بعد التسويق (PRISM)، وشبكة مراقبة سلامة الدم النشطة المستمرة (BloodSCAN). و يعد برنامج مراقبة المواد البيولوجية جزءًا من مبادرة المراقبة . والتي دُعيت باسم مبادرة فعالية وسلامة المواد البيولوجية (BEST). 